# Astolfo Dutra
Astolfo Dutra is een gemeente in de Braziliaanse deelstaat Minas Gerais. De gemeente telt 13.109 inwoners (schatting 2009).

## Aangrenzende gemeenten
De gemeente grenst aan Descoberto, Dona Eusébia, Guarani, Itamarati de Minas, Piraúba, Rodeiro en Ubá.